# フェラーリ・612スカリエッティ
612スカリエッティ（612 Scaglietti ）とは、イタリアの自動車メーカーフェラーリが製造していたクーペタイプのグランドツアラーである。

## 概要
2004年に456Mの後継車として開発された、2+2シーターのV型12気筒エンジン搭載モデルで、456Mより室内を拡大するとともに出力も大幅にアップした。
名称の由来は排気量約6Lのエンジンであること、「12」はエンジンの気筒数から。「スカリエッティ」という名前は、1950年代から1960年代においてフェラーリと強力なパートナーシップを築き、多くのコンペティションモデルの製作を手がけ、その後フェラーリ傘下となったカロッツェリアのオーナー、セルジオ・スカリエッティに由来する。日本での価格はF1マチックが3660万円である。

## スタイル・機構
デザインはピニンファリーナのチーフデザイナー、フランク・ステファンソン、スタイリングはデザインディレクター奥山清行が手掛け、先代456Mと比べよりエレガントな仕上がりを見せる。
ヘッドライト、サイドを抉ったボディデザインは、映画監督ロベルト・ロッセリーニが女優イングリッド・バーグマンに贈ったという特別仕様の375MM（1954年）へのオマージュである。内部の巧妙なパッケージングによって後席を含めた室内居住性を拡大、実用性の面で進歩を果たし、456Mのポストを引き継ぐ車として、サイズアップされたボディに大人4人が余裕を持って乗り込める2+2シーターという室内レイアウトを保っている。
エンジンは575M用の5748ccV型12気筒48バルブで547馬力のティーポ133型。456GTよりもフロントタイヤが前方に移動したため、相対的に車両の後方に位置することによってと重量配分の適正化も図られている。
トランスミッションは6速セミオートマチックトランスミッションである「F1マチック」と従来の6速MTが用意されている。（日本国内ではF1/MTとも選択可能だったが、販売数の全数がF1）F1マチックは、ギア操作とクラッチ操作を油圧により自動操作する機構であり、トランスミッションそのものはMTと共通である。また、トランスミッションが456GTから継続してトランスアクスル機構が採用されている。フロントタイヤをエンジン前方に移動したこととと併せて、重量が大きくリア側に移動することとなり、フロントエンジン、4シーターながら、フロントよりリアの方が重くなっている。なお販売開始後「F1マチック」のセッティングが数度に渡りアップデートされ、いくつかはレトロフィットも可能である。
またボディサイズの拡大による重量増加を回避するため、360モデナで使用された押し出しアルミ材を使用したスペースフレームの採用で相殺し、車重1,840kgに抑えることに成功。4シーターながら、最高速315km/h以上を達成できると発表されている。

### GG50
GG50は2005年10月に、東京モーターショーにてブリヂストンが先行公開。612スカリエッティをベースにデザイン、設計されている。これはジョルジェット・ジウジアーロのデザイナー活動50周年を記念して本人がデザインし、会長を務めるイタルデザインが制作した。
『GG50』とはイニシャル（Giorgetto Giugiaro）と50周年が由来。フェラーリのルカ・コルデーロ・ディ・モンテゼーモロ社長はジウジアーロのこれまでの功績に敬意を払い、特別に制作を許可した。モンテゼーモロ社長はイタルデザインに、『誰が見てもフェラーリと認識できるもの』と『コンパクトかつ、運転して楽しいもの』という2つの条件を出す。
デザインは非常に緩やかでかつ動きと伸びのあるラインで構成され、全体的に丸みを帯びることでコンパクトに見せている。612スカリエッティよりフロントオーバーハングで-20mm、全長で90mm縮められ、ロングノーズがより強調されている。フロントグリルに612スカリエッティの面影を残し、特徴的なヘッドライト、ガラスルーフはフロントガラスからルーフ後端まで連続したグラスエリアに見えるようデザインされている。リアクォーターウィンドウはサイドウィンドウと共に開閉可能にすることで乗降性を良くし、ガラスルーフと共に乗員の開放感を高めている。
リアはトランクリッドからハッチバックに改められ、そのためのピラー強化、また燃料タンクを配置、形状変更しラゲッジスペースを拡大。大小異径の丸形リアコンビランプにはLEDを採用している。随所にジウジアーロらしい工夫が施されたデザインである。タイヤにはブリヂストン製ポテンザRE050が装着されている。現在はジウジアーロ本人が所有している。

### 612スカリエッティK
「612スカリエッティK」（カッパー）は、元不動産王で前MTA会長、ピーター・S・カリコウがフェラーリに対し4シーター・グランツーリスモを希望し、ワンオフ生産された。デザインはピニンファリーナのジェイソン・カストリオタが担当。エアインテークが開けられたボンネット、上面が露出したテールランプが特徴。2006年制作。

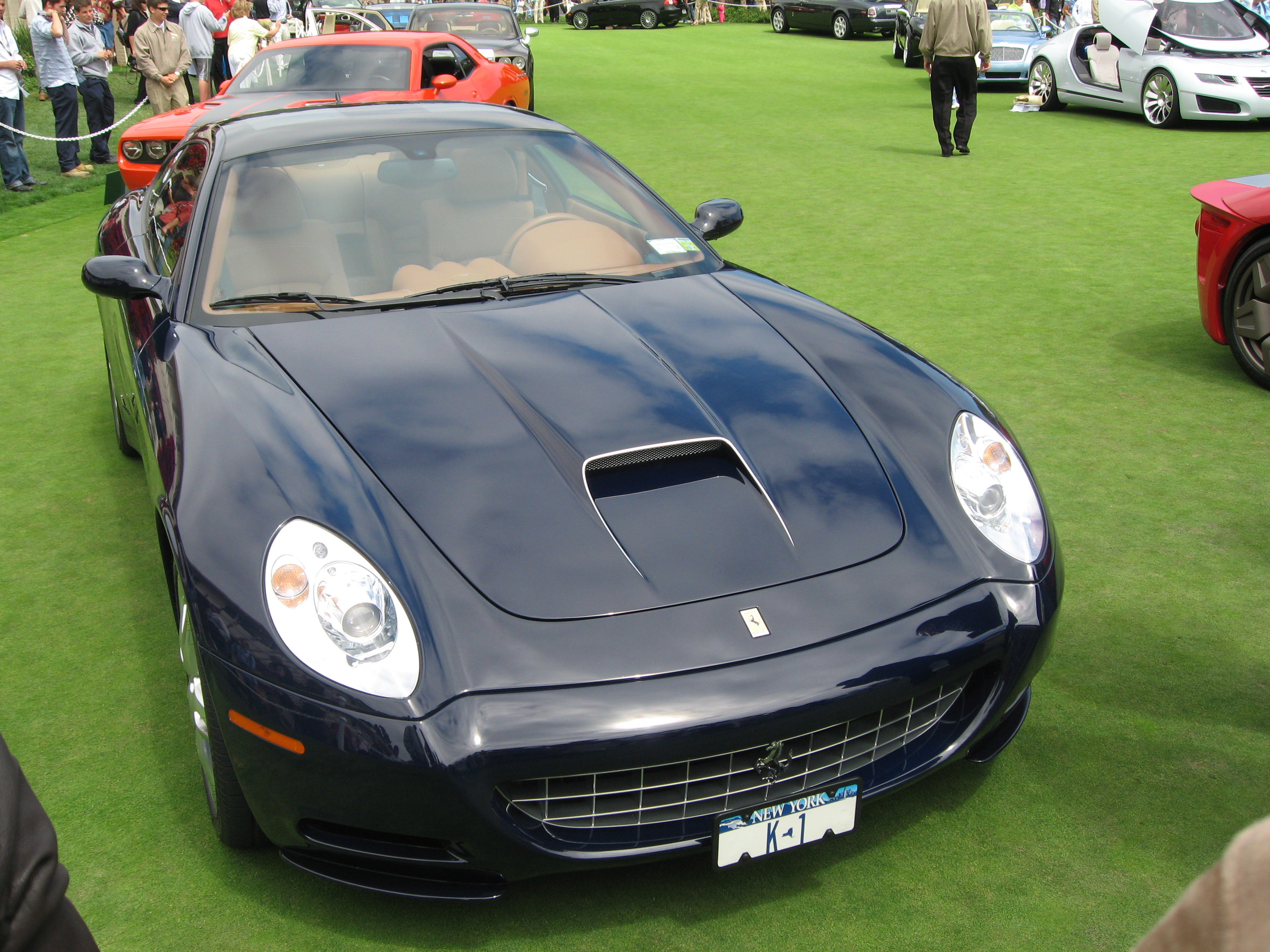
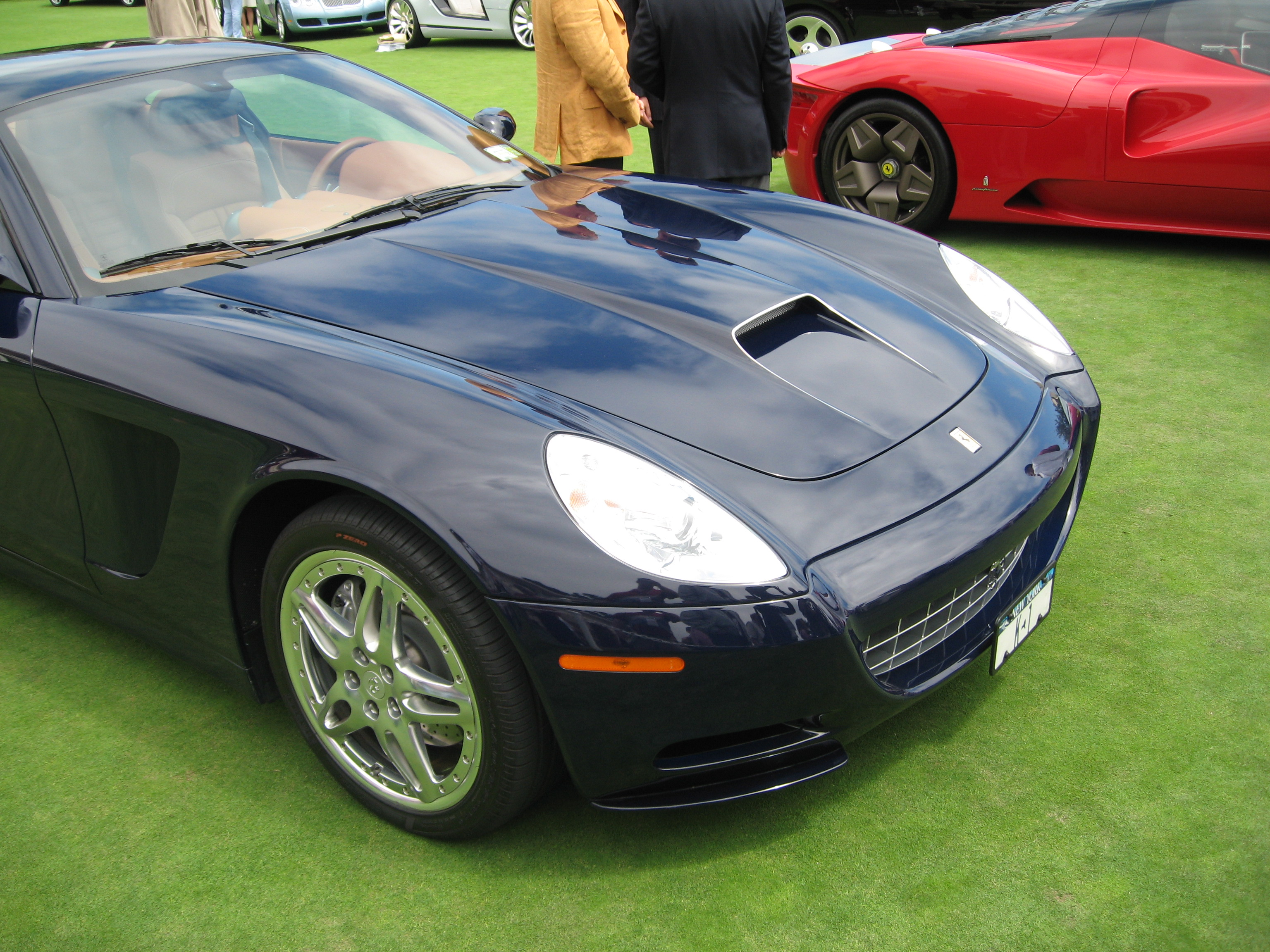
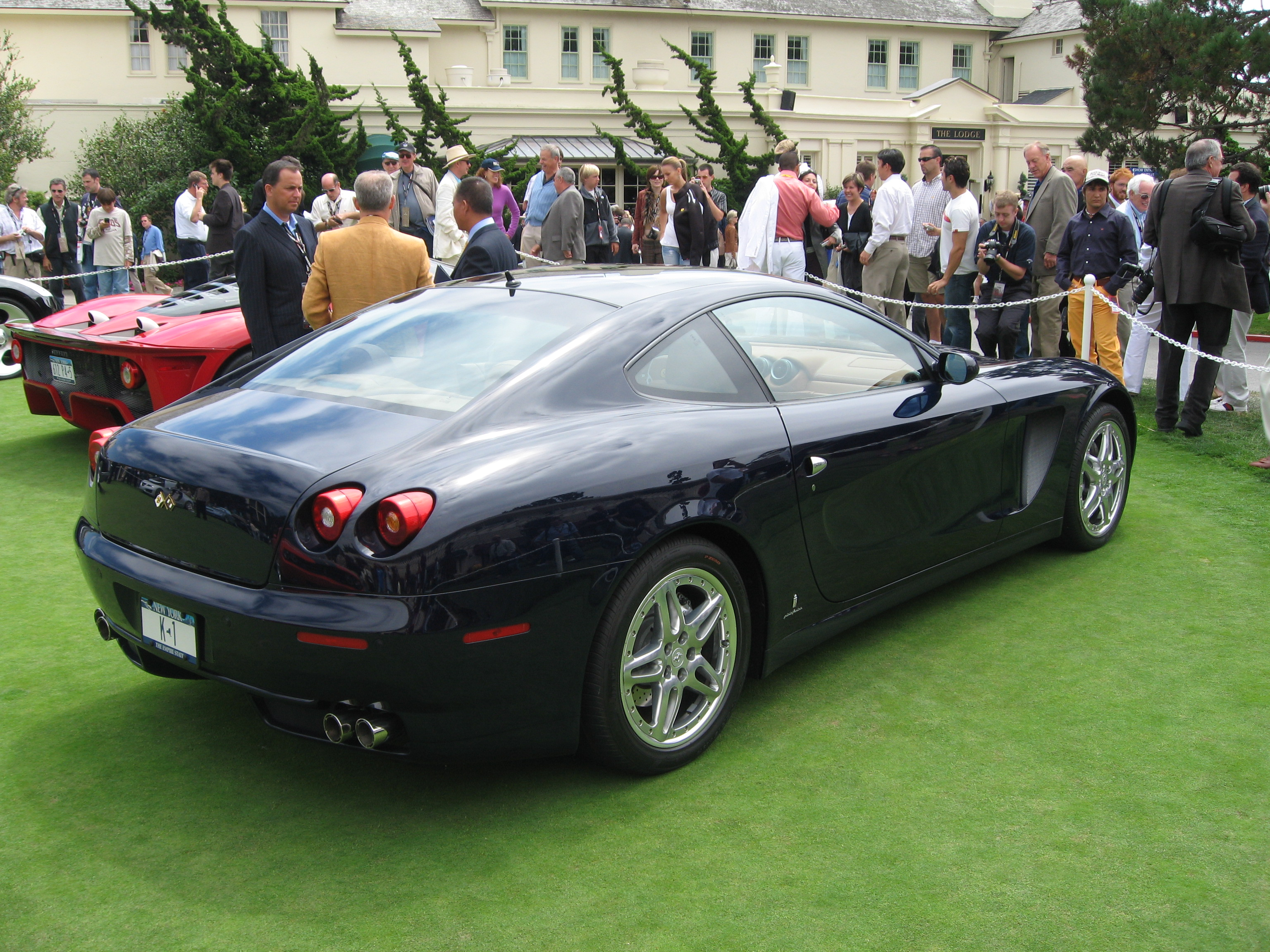

### セッサンタ

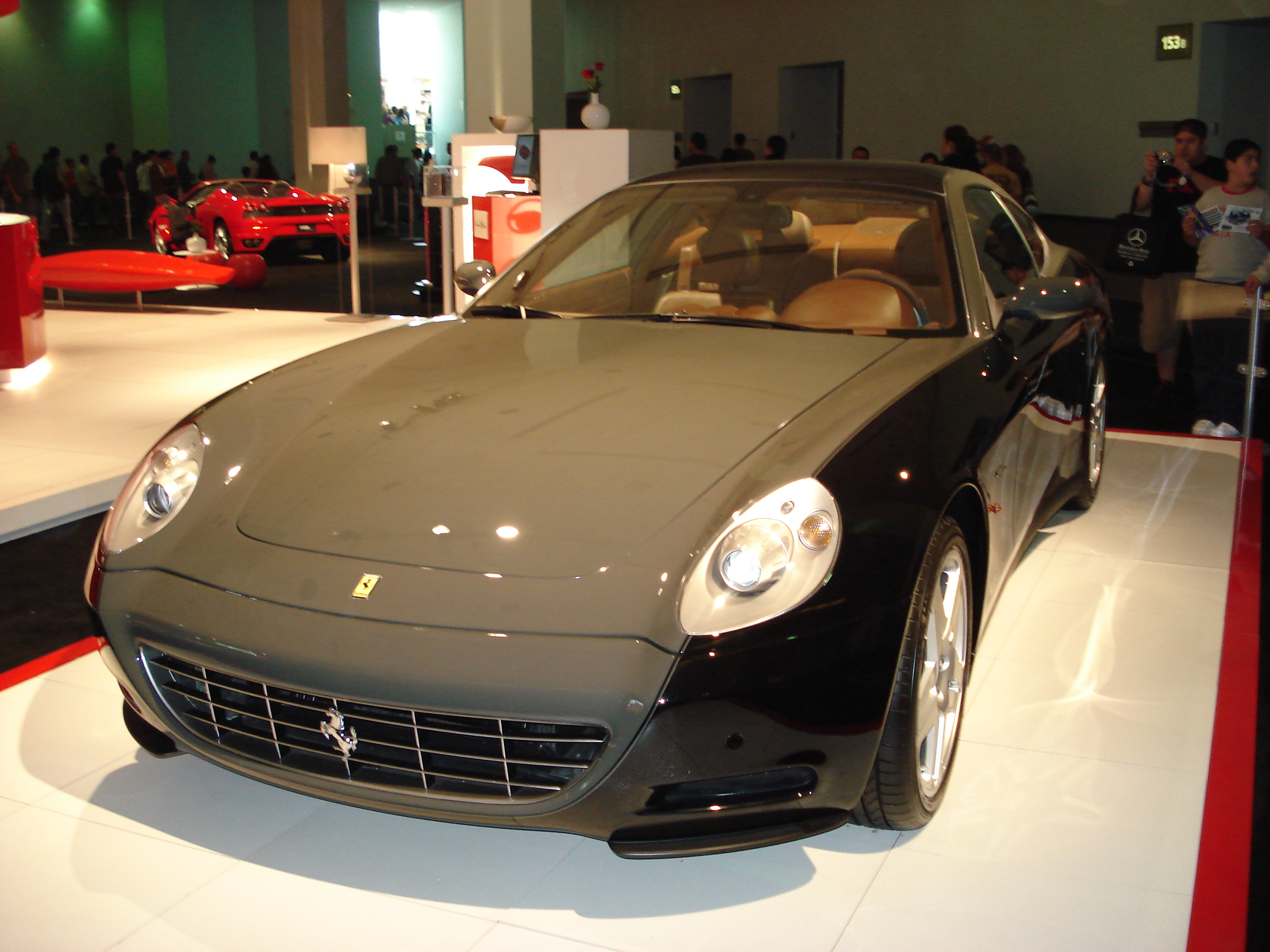
セッサンタ

フェラーリ創立60周年を迎えた2007年に、60周年記念モデルとして特別仕様の612スカリエッティを発表。ボディはノーズからフェンダー、リアウィンドウを走るエッジを境に塗り分けられた2トーンカラーでインテリアも専用カラー。ルーフにはスーパーアメリカでも使用された、透明度を変化させられるエレクトロクロミック・ガラスを採用した。販売台数は60周年を記念して限定60台。

### エンハンスト
2007年9月に、統合マルチメディアシステムを搭載した特別仕様車'「612スカリエッティ・エンハンスト」を発表した。従来の612スカリエッティをベースにフェラーリとボーズが共同開発した『インフォテレマティックシステム』を搭載する。これはオーディオ、テレビ、カーナビゲーションを総合コントロールし、音響環境を充実させたもので、ドライバーが運転に集中できるよう「解りやすくシンプルであること」が追求して設計された。電装品を充実させることに重点を置いたモデルである。『エンハンスト』の名称は日本国内のみで使用される。

## チャイナ/インド・ツアー
2005年8月に、フェラーリは612スカリエッティで中華人民共和国を横断する「チャイナ・ツアー」と称するPRキャラバンを行った (参考リンク)。これにはロイヤル・ダッチ・シェル、ピレリが協賛しており、フロント部分にフェラーリの中国語表記「法拉利」のデカールを貼っていた。8月末に上海を出発し、9月末には標高5231mのチベットのタングラシャン峠に到達した。また、インド国内を走る「インド・ツアー」も行われた。